# Takahiro Kuniyoshi
Takahiro Kuniyoshi (født 28. maj 1988) er en japansk fodboldspiller.
Han har spillet for flere forskellige klubber i sin karriere, herunder Ventforet Kofu, Sagan Tosu og Kataller Toyama.